# DJFM (Україна)
DJFM  — молодіжна музична радіостанція. Входить до холдингу Business Radio Group. Музичний формат: електронна, танцювальна та клубна музика.

## Про радіостанцію
Крім музичних блоків в ефірі є інформаційні блоки, авторські програми, інтерв'ю, дорожня інформація, прогноз погоди.
Почала мовлення 7 червня 2002-го. До 19 вересня 2008 працювала з позивним «Ренесанс» в джазовому форматі. Ідея належить сину власника BRG Євгену Євтухову[джерело?].
В пам'ятні дні та дні жалоби в Україні музичне наповнення ефіру змінюється: у дні пам'яті та дні жалоби виключаються з ефіру всі танцювальні треки та ремікси, а замість них грають нейтральні танцювальні треки та пісні українською мовою.
З 2020 року змінилась концепція етеру, вся музика тільки танцювального формату з плавним переходом від треку до треку нагадуючи мікс[джерело?].
До початку повномасштабного вторгнення Росії в Україну DJFM активно співпрацювала з російською радіостанцією DFM у Москві, завдяки чому в ефірі грали ремікси з DFM, а також авторські треки від російських музикантів. 24 лютого 2022 року через вторгнення Росії в Україну DJFM припинила співпрацю з DFM і прибрала з ефіру російськомовну музику, а також всі ремікси та треки від російських музикантів. З 25 лютого по 2 травня DJFM транслював марафон «Єдині новини». 2 травня мовлення DJFM було відновлено, в ефір повернулася танцювальна музика.
У серпні 2024 року розпочато мовлення нової радіостанції DJFM Dance, а трохи згодом — замість DJFM, у цифровому мультиплексі DAB+ у Києві. 9 березня 2025 року припинено мовлення радіостанції DJFM Dance у цифровому мультиплексі DAB+ у Києві.

## Ведучі
- Богдана Шмигора
- Анна Астровська
- Андрій Рудий

## Карта покриття

### DJFM
- Київ — 96,8 FM
- Бердянськ — 102,1 FM
- Біла Церква — 100,9 FM
- Вінниця — 91,3 FM
- Генічеськ — 104,4 FM
- Дніпро — 103,3 FM
- Івано-Франківськ — 103,0 FM
- Кременчук — 107,0 FM
- Кривий Ріг — 93,5 FM
- Луцьк — 97,9 FM
- Мелітополь — 91,0 FM
- Одеса — 90,6 FM
- Олександрія — 103,1 FM
- Олешки — 103,1 FM
- Павлоград — 93,6 FM
- Первомайськ — 107,4 FM
- Полтава — 99,1 FM
- Сімферополь — 89,3 FM — замінений на Радіо Вера (Росія)
- Севастополь — 103,7 FM — замінений на Радіо Вера (Росія)
- Харків — 106,6 FM
- Херсон — 103,1 FM
- Черкаси — 107,1 FM
- Шостка — 100,0 FM

### Сторінки в соцмережах
- DJFM у соцмережі «Facebook»
- DJFM  у соцмережі «Instagram»

1. ↑  Архівована копія. Архів оригіналу за 13 листопада 2021. Процитовано 13 листопада 2021.{{cite web}}:  Обслуговування CS1: Сторінки з текстом «archived copy» як значення параметру title (посилання) [Архівовано 2021-11-13 у Wayback Machine.]